# Musonycteris harrisoni
Musonycteris harrisoni — вид родини листконосові (Phyllostomidae), ссавець ряду лиликоподібні (Vespertilioniformes, seu Chiroptera).

## Етимологія
Родова назва походить від арабського musa — «банан» і грецького nycteris, що означає кажан. Вид названий на честь Ed.N.Harrison, котрий підтримав польові дослідження W.J.Schaldach.

## Морфологічні особливості
Довжина голови і тіла від 70 до 79 мм, довжина передпліччя між 41 і 43 мм, довжина хвоста від 8 до 12 мм, середня вага самців 12.6 гр, самиць — 10.9 гр. Спинна частина сірувато-бура, крижі коричнюваті, плечі і черево світліші. Писок дуже витягнутий. Язик довгий і розширюваний. Вуха маленькі і округлі. Зубна формула: 2/0, 1/1, 2/3, 3/3 = 30. Каріотип, 2n=16 FN=22.

## Екологія
Ховається в печерах, зрошувальних каналах і щілинах між скелями. Харчується пилком і нектаром квітів бананового дерева. Вагітні самиці були захоплені у вересні.

## Середовище проживання
Країни поширення: Мексика. Живе в посушливих колючих чагарниках і прибережних листяних лісах до 1700 метрів над рівнем моря.